# Yacimiento arqueológico de Doña Blanca
El yacimiento o área arqueológica Castillo de Doña Blanca está situado en el pago de Sidueña, en el término municipal de El Puerto de Santa María, en la provincia de Cádiz (España), al suroeste de Andalucía. Con un área de 200 hectáreas está protegido bajo la figura Bien de Interés Cultural, delimitada por partes:,(primero el Castillo de Doña Blanca luego su delimitación junto a la torre y parcialmente el yacimiento excavado hasta el momento, desde 1999y finalmente todo el yacimiento desde 2001).

## Estructura

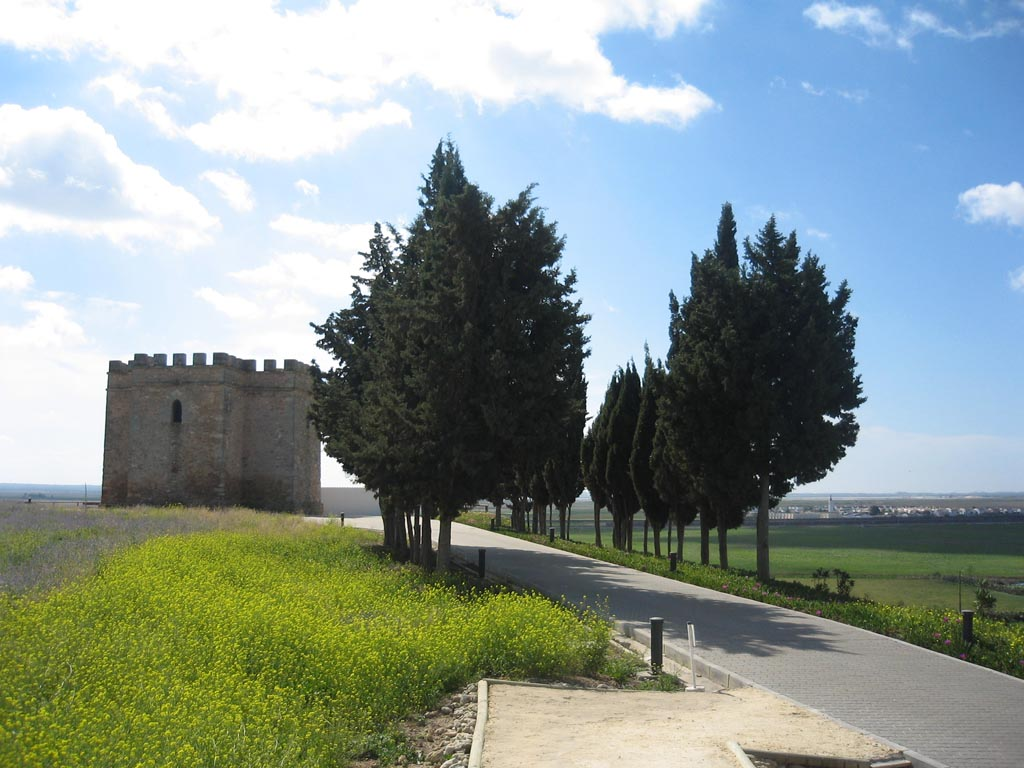
Castillo de doña Blanca, que da nombre al yacimiento

Se trata de un tell excavado entre 1979 y 1995 en el que se han hallado restos de murallas, viviendas, un puerto fluvial púnico (el más extenso del Mediterráneo aunque éste correspondería al puerto cartaginés de entre el siglo IV y el 205 a. C.) y una necrópolis, pertenecientes a una ciudad fenicia o de origen, cuya ocupación comprende desde el siglo VIII hasta el III a. C. Por lo tanto disputaría, junto con Cádiz y el cerro del Castillo (en el término municipal de Chiclana), ser la ciudad fenicia más antigua que se ha encontrado hasta ahora en la península ibérica, aunque Cádiz podría ser anterior (hacia el 1200-1100 a. C. según los cálculos de Tito Livio y Veleyo Patérculo para Cádiz, y el siglo VIII a. C. para el yacimiento de Doña Blanca) dado su origen tirio (Tiro fue fundada hacia el 2750 a. C.). Por ello, tiene una importancia singular en el panorama de la colonización fenicia en el Mediterráneo occidental.
Su excepcional grado de conservación (única ciudad fenicia que se ha conservado intacta hasta nuestros días) hace que el yacimiento sea una pieza clave para las futuras investigaciones sobre el establecimiento de los fenicios en la provincia y bahía de Cádiz, y su relación con los pueblos indígenas de la Baja Andalucía. Destacan, entre otros contenidos, una de las bodegas más antiguas del mundo, conservada en su totalidad.
En este yacimiento se encuentra el castillo de Doña Blanca, llamado así porque según la tradición allí sufrió cautiverio doña Blanca de Borbón. Se trata de una torre construida en el siglo XIV o XV para la vigilancia de la bahía de Cádiz y que también fue usada como ermita.

## Enclave de Doña Blanca
El enclave de Doña Blanca es tan solo una pequeña porción del Poblado de Doña Blanca, que cuenta con una área de protección de aproximadamente 2 millones de m² en la que se engloban otros elementos patrimoniales singulares, como el poblado de la Dehesa, el Hipogeo del Sol y la Luna, el yacimiento y necrópolis de las Cumbres y las Canteras, que son testimonios de las distintas relaciones que a lo largo de la historia el hombre ha establecido con el mismo entorno físico.

Entorno del yacimiento en época antigua

Los restos más antiguos encontrados en este enclave se fechan, en una fase tardía de la Edad del Cobre, hacia finales del III milenio a. C. A este momento pertenecen algunos fondos de cabañas dispersas que se adaptan a la topografía original del terreno. Posteriormente se produce una fase de abandono –en la que el yacimiento permanece deshabitado– que se prolonga hasta mediados del siglo VIII a. C., momento en el que vuelve a ser ocupado. 
Ya en el siglo VIII a. C. se convierte en una auténtica ciudad, dotada de muralla, que permanecerá habitada de manera continuada hasta fines del siglo III a. C. Durante estos cinco siglos de vida ininterrumpida, la ciudad sufre varias remodelaciones urbanísticas y la construcción de otras dos murallas. El yacimiento vuelve a quedar abandonado desde finales del siglo III a. C. hasta época medieval islámica, momento en el que se estableció una alquería almohade (siglo XII).
De todos los espacios que componen la zona arqueológica de Doña Blanca, el único espacio visitable de ellos hoy día es el Enclave. El recorrido de las visitas tiene un trazado circular, aproximadamente 1600 m de recorrido, que discurre por la parte superior del cerro y nos conduce por distintas zonas del enclave. 

### La Torre de Doña Blanca

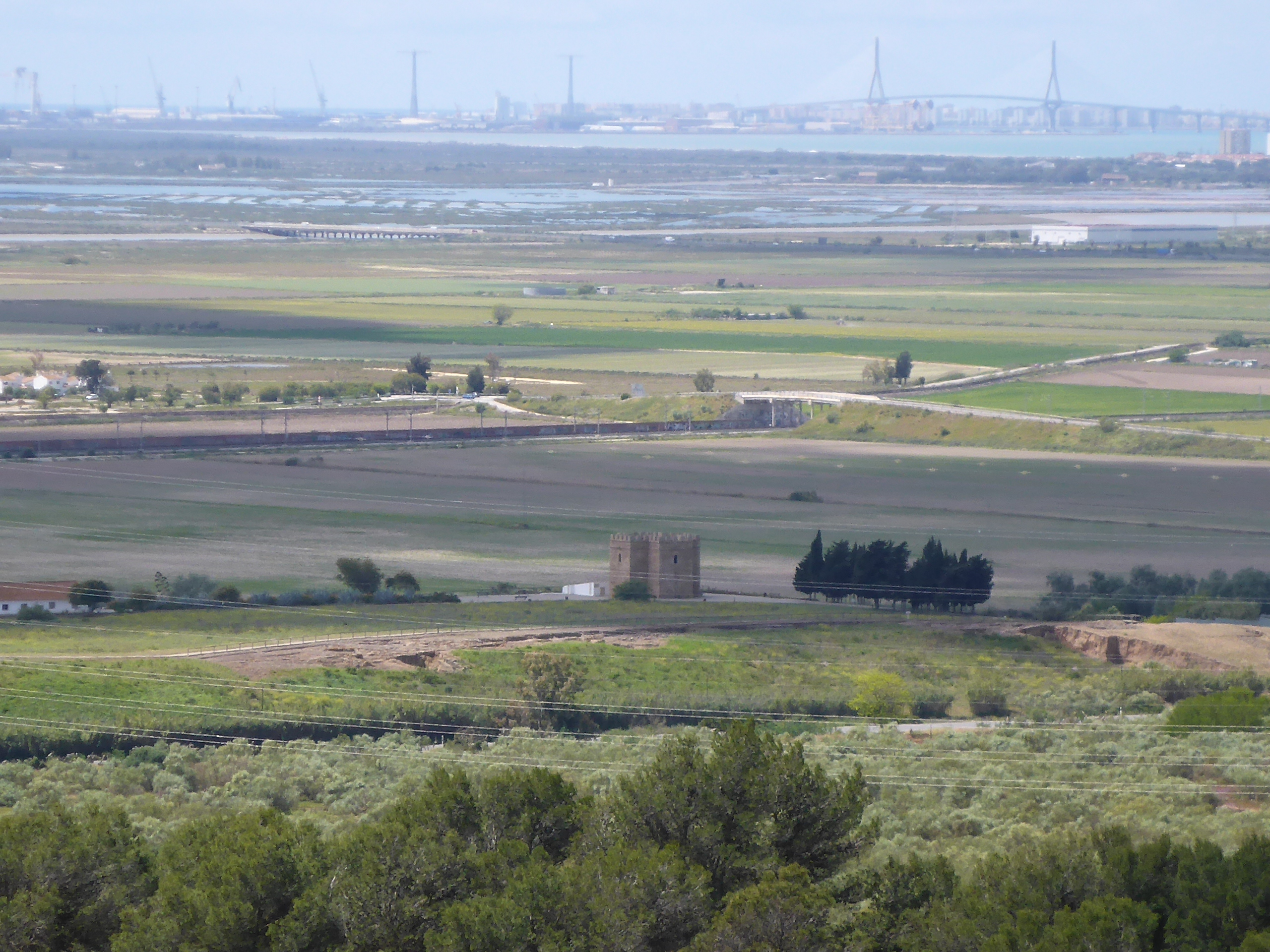
Castillo desde la sierra de San Cristóbal

Es una pequeña edificación con planta de cruz griega construida a finales del s. XV como atalaya preeminente sobre la bahía y el curso bajo del río Guadalete. Lo que actualmente contemplamos es el resultado de una reconstrucción realizada en la segunda mitad del siglo XIX ya que la torre se encontraba muy derruida tras la guerra de la Independencia de España. Una interpretación historiográfica de época moderna identificó a esta Torre como el lugar en el que sufrió prisión y muerte doña Blanca de Borbón (1361), esposa de Pedro I, de ahí el nombre por el que hoy la conocemos. Otros estudiosos identifican el edificio como una ermita.

### El paisaje
El entorno de la sierra de San Cristóbal con el paso de los siglos ha perdido sus características originales y por tanto su fisonomía actual es muy distinta a la que encontraron sus primeros pobladores. Una de las transformaciones más importantes ha sido la colmatación interior de la bahía con los aportes sedimentarios arrastrados por el río Guadalete. Toda la llanura que se extiende al sur del yacimiento fue mar y la desembocadura del río se encontraba en zonas próximas a El Portal, casi en las estribaciones de los límites de los términos municipales de Jerez de la Frontera y El Puerto de Santa María. La vegetación natural ha ido adaptándose a lo largo de los años a las condiciones climáticas variables, al suelo, al relieve y a las precipitaciones. Pero ha sido el hombre a lo largo del transcurso de la historia el que ha cambiado de una manera más notable y duradera la vegetación natural de su entorno, debido fundamentalmente a la tala de árboles, el pastoreo y la agricultura, por lo que hoy no quedan rastro de los bosques primarios de alcornoques, algarrobos y pinos que poblaban densamente la sierra en la antigüedad.

### El corte estratigráfico
Los primeros trabajos de excavación se realizaron en 1979, junto a la entrada de la Torre, y tenían por objeto establecer la secuencia crono-histórica del yacimiento. Para alcanzar tal fin, el arqueólogo procede realizando un corte en profundidad en el subsuelo hasta alcanzar el nivel geológico. Durante los trabajos, va registrando toda la información sobre cada uno de los depósitos que va encontrando, de manera que pueda ir recuperando de ellos, cuantos elementos son susceptibles de análisis posteriores que, así y en lo posible, "arrojen luz" y datos para la interpretación y datación del depósito o del período al que este pertenece. En esta zona, en la parte excavada a mayor profundidad, se alcanzó el nivel geológico a 9 m bajo la superficie del cerro. Esos 9 m son depósitos arqueológicos que se han ido acumulando a lo largo de los cinco siglos de existencia de la ciudad. Por lo tanto, la colina que conforma el yacimiento es artificial y se ha creado por esta acumulación de sedimentos y estructuras arquitectónicas; en arqueología estas colinas artificiales se denominan tell. 

### Las viviendas delsigloIVysigloIIIa.C.
Caminando sobre el talud meridional, llegamos a una amplia zona excavada con una superficie cercana a los 1000 m². En ella se puede contemplar un conjunto de viviendas y edificaciones datadas en el siglo IV y siglo III a. C. que nos han permitido conocer el urbanismo de esta fase. Las viviendas se organizan en manzanas bastante regulares que se distribuyen a los lados de calles amplias de trazado rectilíneo. La calle detectada, excavada en unos 36 m de longitud y con 4 m de anchura, corre paralela a la muralla. El pavimento está formado por arcilla apisonada, fragmentos cerámicos y pequeñas piedras. Los muros de las casas consisten en un zócalo de mampostería, mientras que en las esquinas y puertas se utilizaron en ocasiones sillares de calcarenita para ofrecer una mayor resistencia. Los suelos de las habitaciones son de arcilla, mientras que en algunas zonas, identificadas como patios, existen pavimentos de piedras. Junto a las viviendas existen otras estancias con piletas y hornos, que se han relacionado con la fabricación de vino, y que constituyen, al parecer, la bodega más antigua de occidente. Este vino era de difícil acceso (sólo para las clases altas) y se usaba en rituales relacionados con las deidades.
En la zona sur de esta área de excavación, son visibles los restos de la muralla. La estructura queda definida por dos muros paralelos entre los que se intercalan otros perpendiculares de menor tamaño que van definiendo pequeños espacios cuadrangulares o casamatas. Siguiendo el circuito de visitas, más al sur se puede contemplar un tramo de esta misma muralla, realizada con sillares de calcarenita de distintos tamaños, muy bien escuadrados, que se presentan perfectamente unidos y engatillados entre sí. Este tipo de aparejo es frecuente en otras construcciones defensivas púnicas como las murallas de Cartagena y Carteia (San Roque), datadas en época bárcida.

### Las viviendas delsigloVIIIa.C.
Los restos constructivos pertenecientes al siglo VIII a. C., se localizan generalmente cubiertos por una potente capa de sedimentos acumulados de épocas ulteriores, por lo que se hace necesario excavar entre 7 y 9 m de profundidad para hallarlos. No obstante, se ha descubierto una amplia zona, extramuros de la ciudad arcaica, en la que no ha habido construcciones posteriores superpuestas, lo que ha permitido la excavación en extensión de un amplio sector de viviendas pertenecientes a estos momentos. 
Las viviendas se disponen en terrazas artificiales, dispuestas aprovechando la pendiente natural del terreno. Se componen de 3 o 4 habitaciones de forma cuadrangular, construidas con paredes de zócalo de mampostería y alzado de adobes, revocados de arcilla y enlucidos con cal. Los suelos son de arcilla roja apisonada, y la techumbre plana o a un agua, formada por vigas de madera y cubierta vegetal. La mayoría de las viviendas contaban con un horno de pan consistente en una estructura de arcilla abovedada de aproximadamente 1 m de diámetro en la base.

### La muralla arcaica
Ya desde el siglo VIII a. C., la ciudad estuvo provista de una potente muralla de la que hoy conocemos una pequeña parte. Se alza directamente desde el terreno natural y está construida con mampuestos irregulares trabados con arcilla roja; en las zonas excavadas se conserva una altura de 3 m. Justo delante de la muralla se construyó un foso, de sección en V, de 20 m de anchura y 4 m de profundidad. Esta muralla estuvo en uso hasta el siglo VI a. C.. En el siglo V a. C. se dotó a la ciudad de una nueva muralla que solo en parte re-aprovechaba la anterior. Finalmente, en el siglo IV-III a. C. se construyó el último recinto fortificado.

### Necrópolis
Al otro lado de la Carrera de El Portal, en la falda de la sierra de San Cristóbal, se encuentra la necrópolis. En ella se ha realizado la excavación de un túmulo de unos 20 m de diámetro y una altura máxima de 1,80 m. La zona central estaba ocupada por el ustrinum, lugar en el que se procedía a la cremación del cadáver. En torno a él se dispusieron 63 enterramientos que presentan una variada tipología que abarca desde urnas de varios tipos conteniendo las cenizas hasta simples oquedades excavadas en el firme natural con el mismo fin.

## Estructuras no excavadas
En 2017 se identificaron varias estructuras anexas a las excavadas, actualmente mediante el uso de un georradar portátil y un stream X multicanal. En principio no está pensado excavarlas, y se está considerando incorporar información sobre ellas mediante nueva tecnologías, lo que enriquecería culturalmente, la visita del yacimiento.

## Futuro
Además, se está impulsando un proyecto para poner en valor la zona, incluida la ladera de la sierra de San Cristóbal y los recursos militares adyacentes abandonados bajo el nombre de "Tierras de Sidueña".
Igualmente se trabaja en su declaración como Patrimonio de la Humanidad por la UNESCO.